# Un misterio, una pasión
Un misterio, una pasión es una obra teatral escrita por Aldo Miyashiro, inspirada en hechos reales. Fue estrenada en dos ocasiones: la primera en el año 2003 y la segunda en 2018. El protagónico estuvo conformado por Pietro Sibille en su primera versión y Sebastián Monteghirfo en la segunda versión.

## Sinopsis
Cuenta la historia, vida y muerte de Percy Ramón Rodríguez Marchand, conocido como Misterio, uno de los miembros más importantes de la Trinchera Norte, la barra brava del Club Universitario de Deportes. La obra describe el estilo de vida de estos hooligans peruanos desde una perspectiva humana, explorando no sólo la violencia visible sino también las realidades y sentimientos que derivan en dicha violencia.
Cabe resaltar que este drama tuvo muy buenos comentarios entre la crítica especializada. En el año 2004 fue llevada a la televisión en el formato de miniserie con el nombre de Misterio.

## Elenco
- Misterio: Pietro Sibille/Sebastián Monteghirfo
- El Cuervo: César Ritter
- El Chacal: Gonzalo Molina
- Lucía: Nishme Súmar/Luciana Blomberg
- Tyson: Haysen Percovich/André Silva
- Claudia: Pilar Secada
- Yutay: Carlos Solano
- La Loca: Karen Tavera
- Caradura: Aldo Miyashiro/Job Mansilla
- Nene: Emilram Cossío
- Killer: Gilberto Nue
- El Burro: Roberto Ruíz/Andrés Salas
- Octavio: Eduardo Agreda/Aníbal Lozano Herrera
- Nadia/Lita: Carolina Infante
- Papá/Policía: Ricardo Mejía
- Mamá/Pastrula: Orietta Foy
- Carlos/Mozo/Hopper: Mario Rengifo
- Borracho/Hopper: Luis Fernando Hidalgo
- Hopper: Giuliano Salazar
- Freeman: André Silva
- Papá Noel: Alejandro Buzman